# Privileg (Erziehung)
Unter einem Privileg versteht man im Erziehungsdiskurs insbesondere des englischsprachigen Raumes einen Vorteil, den ein Kind in seinem Elternhaus genießt (z. B. Fernsehen, Haustier, Spielverabredungen); ein Privileg basiert auf dem Wunsch des Kindes und geht über das hinaus, was ihm als Recht und als Notwendigkeit zusteht.

## Stellenwert in der Erziehung

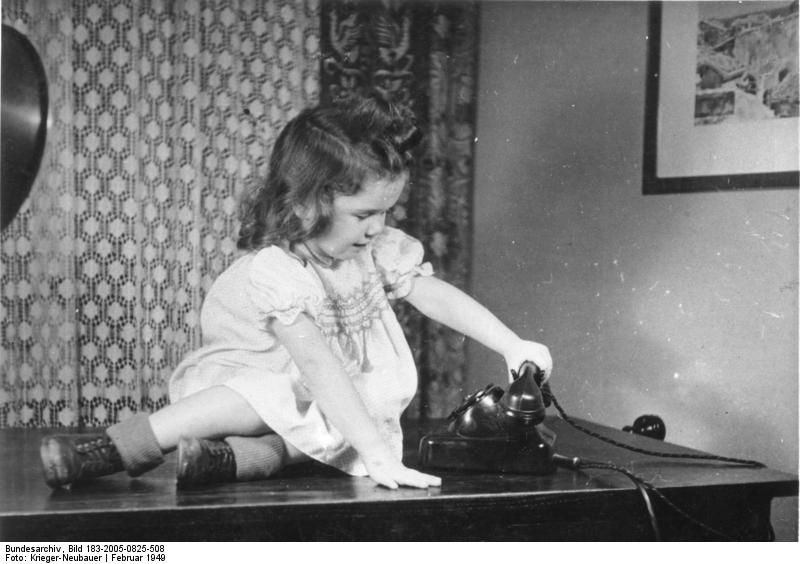
Wendy Mogel erklärt, dass auch die Benutzung des Familientelefons ein Privileg sei, das Kinder nicht selbstverständlich beanspruchen können.

Mit Privilegien hat sich eingehend die amerikanische Familientherapeutin Wendy Mogel beschäftigt. Viele Verhaltensprobleme, die für wohlbehütete Mittelschichtkinder typisch sind, führt sie darauf zurück, dass die Eltern zwischen den Bedürfnissen und den Wünschen ihrer Kinder nicht recht zu differenzieren wissen. Mogel unterscheidet zwischen dem, was Kinder brauchen (respektvolle Behandlung, gesunde Nahrung, praktische und bequeme Kleidung, medizinische Versorgung, Bildung usw.) und dem, was Kinder begehren (z. B. Zeit am Computer oder am iPod, Süßigkeiten, Kleidungsstücke einer bestimmten Marke). Alles was Kinder in diesem Sinne nicht brauchen, von ihren Eltern aber trotzdem erhalten, definiert sie als Privilegien.
Viele Eltern kommen Wünschen ihrer Kinder nach, weil sie diese für Bedürfnisse halten. Ein Grund für diese Orientierungslosigkeit sieht Mogel in der natürlichen Unfähigkeit des Kindes, zwischen Bedürfnissen und Wünschen zu unterscheiden, und in der Sprachfertigkeit, mit der viele Kinder den Eltern Dinge, die sie sich wünschen, als Grundrechte oder als unverzichtbare Notwendigkeiten präsentieren. Sie rät Eltern, „Berechtigungen“, die ihr Kind zu haben glaubt, die für ein gesundes Aufwachsen des Kindes jedoch nicht notwendig sind, als Privilegien neu zu definieren; Privilegien müssen verdient werden, besonders durch Mithilfe im Haushalt.

## Entzug von Privilegien
In der westlichen Welt ist der Entzug von Privilegien heute eine der am weitesten verbreiteten Formen der Bestrafung von Kindern; auch viele Pädagogen halten sie für hilfreich. Da dieser Entzug meist keinen sachlichen Zusammenhang mit dem zu bestrafenden Verhalten hat, wird die Wirksamkeit dieses Erziehungsmittels von anderen Autoren jedoch bezweifelt.